# Chorzelów

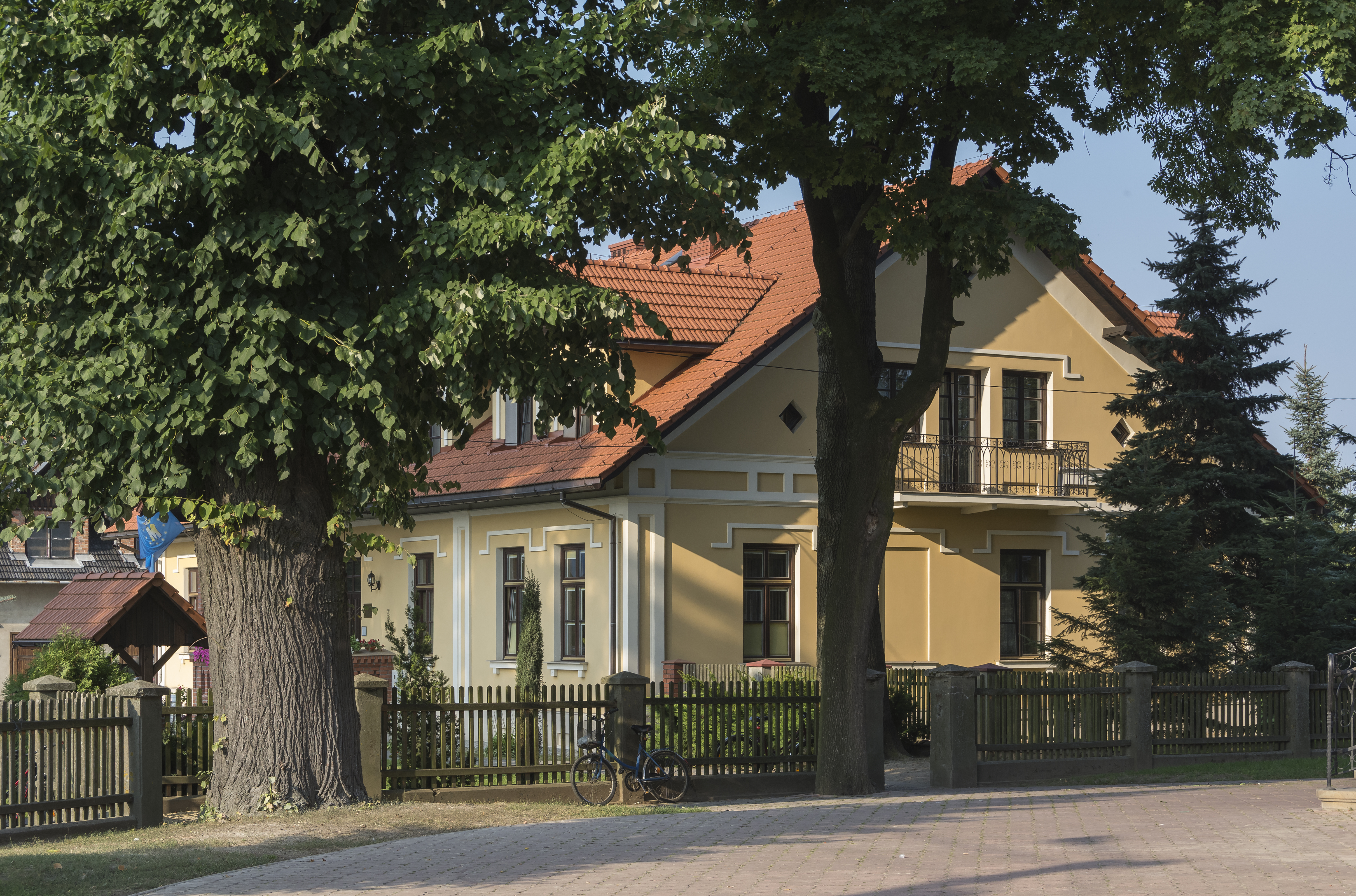
Zabytkowa plebania w Chorzelowie

Chorzelów – wieś w Polsce południowo-wschodniej, na obszarze Kotliny Sandomierskiej. Administracyjnie należy do województwa podkarpackiego. Znajduje się w powiecie mieleckim w gminie Mielec. Liczy około 2,7 tys. (2006) mieszkańców.
Przez wieś przepływa Kanał Chorzelowski.
W latach 1954–1972 wieś należała i była siedzibą władz gromady Chorzelów.

## Części wsi
| SIMC    | Nazwa     | Rodzaj    |
| ------- | --------- | --------- |
| 0655570 | Boża Wola | część wsi |
| 0655586 | Górki     | część wsi |
| 0655592 | Skotnia   | część wsi |
| 0655600 | Smyków    | część wsi |

## Historia
Na terenie Chorzelowa i dzisiejszej Gminy Mielec osadnictwo sięgało swymi początkami neolitu i epoki brązu w latach 1850–1750 p.n.e.. Chorzelów powstał na łożysku dawnej Wisłoki. Między starym, a nowym korytem rzeki. Na terenie Chorzelowa bagna znajdowały się do końca XVIII wieku. W roku około 1340 Chorzelów liczył 264 mieszkańców i zajmował 67,3 km².
Miejscowość po raz pierwszy wzmiankowana jest w roku w kronikach w 1326. Wieś od około 1470 r. stała się własnością rodu Mieleckich, w XVII wieku przeszła w posiadanie Morsztynów, należących najpierw do wspólnoty braci polskich, a potem wyznania kalwińskiego. Ostatecznie trafiła w ręce hrabiów Tarnowskich, którzy posiadali tutaj majątek do 1944 roku. Wieś leżąca w powiecie sandomierskim województwa sandomierskiego wchodziła w XVII wieku w skład kompleksu mieleckiego dóbr Zbigniewa Ossolińskiego. W 1629 roku właścicielem wsi położonej w powiecie sandomierskim województwa sandomierskiego był Maksymilian Ossoliński.
Za czasów Morsztynów w Chorzelowie istniał zbór kalwiński łączący się z drewnianym dworem. W roku 1658 z inicjatywy Morsztyna w Chorzelowie odbył się zjazd kalwinów. Za sprawą Stanisława Morsztyna w Chorzelowie od 29 lipca 1704 roku istniał dom dla ubogich, który został rozebrany w 1976 roku. W okresie międzywojennym Chorzelów słynął z wzorcowo prowadzonej hodowli koni.
Początki edukacji w Chorzelowie sięgają drugiej połowy XII wieku, kiedy to została utworzona szkoła parafialna. 7 listopada 1526 roku biskup wyznaczył specjalne uposażenie dla rektora szkoły parafialnej, a w XVI wieku właściciel wsi Stanisław Mielecki zrobił zapis dla nauczyciela chorzelowskiego.
Przez Chorzelów prowadził "Szlak Sandomierski". Kupcy wędrujący przez Chorzelów korzystali z usług rzemieślników, zatrzymywali się na piwo, które tu warzono już w XVII w. Na terenie Chorzelowa znajdowały się gorzelnie, tartak, karczma, młyn parowy a nawet kopalnia rudy darniowej. W Chorzelowie otworzono pierwszą w Galicji serownię. W 1909 roku otwarto spółdzielnię oszczędnościowo-pożyczkową zwaną Kasą Stefczyka. W 1927 roku wybudowano młyn Chorzelów i tartak.
Dzisiejszy Chorzelów to podmiejska wieś, zwiedzana ze względu na znajdujące się w niej obiekty zabytkowe.

## Zabytki
- kościół parafialny pw. Wszystkich Świętych, murowany wybudowany w stylu neogotyckim w 1907 roku według projektu Teodora Talowskiego[10],
- plebania murowana z 1855 roku[11],
- dwór z ogrodem (XVII–XIX wiek)[12],
- cmentarz wojskowy z kapliczką i zabytkowymi tablicami poległych żołnierzy[13], które obecnie znajdują się w archiwum szkoły podstawowej w Chorzelowie[13].

## Kult religijny

### Kościół
W Chorzelowie znajduje się sanktuarium maryjne, ustanowione w 2008 roku. Czczony jest obraz przedstawiający Świętą Rodzinę namalowany prawdopodobnie w okresie renesansu lub wczesnego baroku przez nieznanego malarza. W listopadzie 1975 roku ówczesny proboszcz parafii ksiądz Jerzy Grabiec znalazł obraz Matki Bożej Dzikowskiej w przydrożnej kapliczce, który obecnie znajduje się w kościele w ołtarzu głównym. Natomiast w kapliczce na przysiółku Górki znajduje się tam kopia obrazu Matki Bożej Częstochowskiej przywiezionego w 1939 roku przez właścicielkę parceli Marię Kamińską, a w 1942 roku Adam Kamiński wybudował podstawę pod figurę.
Pierwsza wzmianka o miejscowym kościele pochodzi z 1326 roku. W 1526 r. bp krakowski Piotr Tomicki przeniósł parafię do Mielca. Przed rokiem 1566 w Chorzelowie został zbudowany nowy kościół drewniany z wieżą oraz murowaną kaplicą i zakrystią przez Tomasza Oborskiego biskupa sufragana krakowskiego. Wcześniej bo w 1637 r. zbudowany został drugi lub trzeci już kościół drewniany w Chorzelowie. Został on rozebrany po wzniesieniu obecnego kościoła. Ołtarze barokowe, przerabiane zostały wzniesione ok. 1630 roku, a główny został konsekrowany w 1637 roku. Biskup tarnowski Alojzy Pukalski przywrócił kościołowi w Chorzelowie prawa parafialne w 1854 roku. Do parafii należały wtedy miejscowości: Chorzelów. Chrząstów, Tuszów Narodowy, Trześń, Malinie, Grochowe, Hyki-Dębiaki, Wola Chorzelowska. Następnie w 1907 roku, w okresie kiedy proboszczem w parafii był ks. Stanisław Grochowski, został zbudowany ceglano-kamienny kościół w stylu neogotyckim na planie krzyża łacińskiego. Trójnawowy, pseudobazylikowy z transeptem i wieżą przy fasadzie. Nad wejściem do krypty, w której pochowana jest rodzina hrabiów Tarnowskich, wmurowana jest płyta kamienna z napisem łacińskim Cogita Aeternitatem, herbem i literami AO i datą 1566. Na ścianie frontowej wieży znajduje się rzeźba Pana Jezusa Ukrzyżowanego. Na nach kościoła, w miejscu gdzie przecinają się nawy, znajduje się neogotycka wieżyczka. W czasie II wojny światowej kościół został ostrzelany pociskami artyleryjskimi. Dziury po pociskach znaleziono na wieży i na wieżyczce.
Polichromię figuralną i ornamentalną w latach 1951–1956 wykonał malarz polski Ludwik Czaykowski. Wyposażenie obecnego murowanego kościoła częściowo pochodzi z poprzedniego drewnianego kościoła:
- Ołtarze barokowe z około 1630 roku, ołtarz główny został konsekrowany w 1637 roku. Wewnątrz znajduje się intronizowany w 1978 r. obraz Matki Boskiej Chorzelowskiej z Dzieciątkiem i św. Józefem – kopia cudownego obrazu z Dzikowa, z przełomu XVII/XVIII w. Ołtarze boczne z obrazami z XVIII wieku,
- chrzcielnica barokowo – klasycystyczna z 1 poł. XIX w.,
- ambona – kopia ambony z klasztoru cystersów w Mogile – wykonana w 1939 r.
- prospekt organowy z około 1700 roku,
- Epitafium Wysockiego (zm. w 1834) i jego siostry Tekli Wysockiej (zm. w 1839) wykonane z czarnego marmuru,
- Kielich klasycystyczny z ok. połowy XIX w.,
- krzyż ołtarzowy z 1910 roku inkrustowany marmurem kolorowym z rzeźbą Chrystusa z kości słoniowej,
- Świecznik na paschał z I połowy XIX wieku,
- Trzy świeczniki wiszące z kryształu z końca XVIII wieku,
- Trzy dzwony zostały odlane w odlewni dzwonów Jana Felczyńskiego w Przemyślu w 1969 r,
- Organy 26-głosowe z 1960 r., wykonane przez firmę „Biernacki”.

### Plebania
Plebania została wybudowana w 1855 roku. Jest to budynek parterowy wybudowany na rzucie prostokąta. Na plebanii znajdują się zbiory muzealne stanowiące dawne wyposażenie kościoła m.in. Feretron z I połowy XIX w, obrazy z wieku XV-XX, gotycka rzeźba Matki Boskiej z Dzieciątkiem z XIV, rzeźby z XVII w, relikwiarze z I połowy XIX w, ornaty z XVIII-XX w, makaty z XVIII w, dzwon gotycki (średnica 52 cm) z 1485 roku z napisem łacińskim i trzema plakietkami przedstawiającymi ukrzyżowanie, drugi dzwon większy z XVI wieku. Na plebanii przechowywane są również dokumenty: akt konsekracji ołtarza głównego z 1637 roku, potwierdzenie uposażenia kościoła przez Andrzeja Morsztyna z 1654 roku, akt fundacyjny dla domu dla ubogich z 1704 roku Stanisława Morsztyna.

### Cmentarz
Cmentarz parafialny - początkowo cmentarz znajdował się wokół starego kościoła. Nie wiadomo, kiedy dokładnie został założony cmentarz poza kościołem. Na cmentarzu znajduje się kapliczka - neogotycka wzniesiona ok. 1850 roku. Na fasadzie kaplicy znajduje polichromia Pana Jezusa Zmartwychwstałego. W 1986 roku została wybudowana kaplica cmentarna z cegły w stylu neogotyckim. Kamień węgielny do kaplicy cmentarnej został poświęcony przez biskupa pomocniczego z Łomży Edwarda Samsela 6 września 1986 roku. W krypcie grobowej pod kaplicą pochowani są kapłani pochodzący z parafii.
Cmentarz wojskowy - na cmentarzu znajdują się mogiły z okresu I wojny światowej. Na początku był to cmentarz parafialny, a został nazwany wojskowym kiedy w 1932 roku wybudowano kapliczkę ku czci poległych. 11 listopada 1931 roku zostały umieszczone tablice pamiątkowe z nazwiskami poległych z lat 1914–1921, które obecnie znajdują się w archiwum szkoły podstawowej w Chorzelowie. Na froncie kaplicy zostały w 1997 roku wmurowane nowe tablice z listami poległych w latach 1914-1945 mieszkańców Chorzelowa i okolic.

## Sport rekreacja
W Chorzelowie działa klub sportowy LKS SOKiS Chorzelów założony w 1993 roku. W sezonie 2019/2020 klub gra w klasie okręgowej w grupie Dębica. Klub ten kultywuje tradycje zespołu Burza Chorzelów.
Klub Jeździecki Przedświt Chorzelów mieszczący się w chorzelowskiej stadninie koni.

## Kultura
- Na terenie miejscowości znajduje się Samorządowy Ośrodek Kultury i Sportu Gminy Mielec. Założony został w 1975 roku jako Gminny Ośrodek Kultury dla Gminy Mielec. Obecną nazwę posiada od 1991 roku.
- Istnieje Biblioteka publiczna znajdująca się w Samorządowym Ośrodku Kultury i Sportu Gminy Mielec.
- W SOKiS Chorzelów odbywają się również wystawy dzieł miejscowych artystów.

## Edukacja
- Zespół Szkół w Chorzelowie (przedszkole, szkoła podstawowa, w latach 1999-2019 gimnazjum)[12].

## Instytuty
- Zakład Doświadczalny Chorzelów należący do Instytutu Zootechniki Państwowego Instytutu Badawczego

## Osoby związane z Chorzelowem
- Władysław Sikorski (1881–1943) – generał, naczelny wódz polskich sił zbrojnych, premier RP – ochrzczony w tutejszym kościele[13][22],
- Henryk Stroka (1839–1896) – powstaniec styczniowy, poeta, pisarz.
- Tadeusz Zarzycki[23] (1898–1946) – podpułkownik piechoty Wojska Polskiego, kawaler Orderu Virtuti Militari.
- Karol Hilary Tarnowski (1889-1981) - ostatni właściciel majątku ziemskiego w Chorzelowie, w czasie II wojny światowej współzałożyciel konspiracyjnej organizacji "Uprawa"[24].

## Transport
Przez Chorzelów przebiega linia kolejowa nr 25, przy której w miejscowości znajduje się stacja kolejowa  i dwa osobowe przystanki kolejowe. Przed 1 stycznia 1999 roku przez miejscowość przebiegała droga krajowa, a następnie od 1 stycznia 1999 roku do 5 października 2015 roku droga wojewódzka 985, ale w wyniku zakończenia budowy obwodnicy miasta Mielca, która została fragmentem drogi wojewódzkiej z mocy ustawy o drogach publicznych dawny odcinek drogi wojewódzkiej przebiegający przez miejscowość otrzymał status drogi powiatowej.